# Nike di Callimaco
La Nike di Callimaco (in greco antico: Nίκη του Καλλιμάχου?) è una statua, di autore ignoto, creata in onore del polemarco ateniese Callimaco di Afidna.

## Storia
Callimaco fu il polemarco di Atene alla battaglia di Maratona nel 490 a.C. Ebbe l'ultima parola e votò a favore di una battaglia, quando i dieci strateghi si trovarono divisi equamente nel momento in cui doveva essere presa la decisione finale.
Egli venne ucciso in battaglia e gli Ateniesi decisero di erigere una statua in suo onore.
La statua venne eretta accanto al Partenone (non il Partenone che possiamo vedere oggi, ma il vecchio Partenone che era stato distrutto dai persiani) sull'Acropoli di Atene. La statua fu gravemente danneggiata dai Persiani quando dieci anni dopo (480 a.C.) conquistarono Atene. Essi bruciarono e distrussero la città ed i suoi monumenti, tra cui la Nike di Callimaco.

## Ritrovamento
Nel 1886 sono stati scoperti, durante gli scavi sull'Acropoli di Atene, alcuni frammenti di statua rappresentanti una donna con busto alato, la parte inferiore del corpo, un capitello ionico e frammenti di una colonna. Dai frammenti si riuscì ad individuare che la statua originale rappresentava Nike e su uno di questi frammenti c'era l'iscrizione "a Callimaco".

## La statua

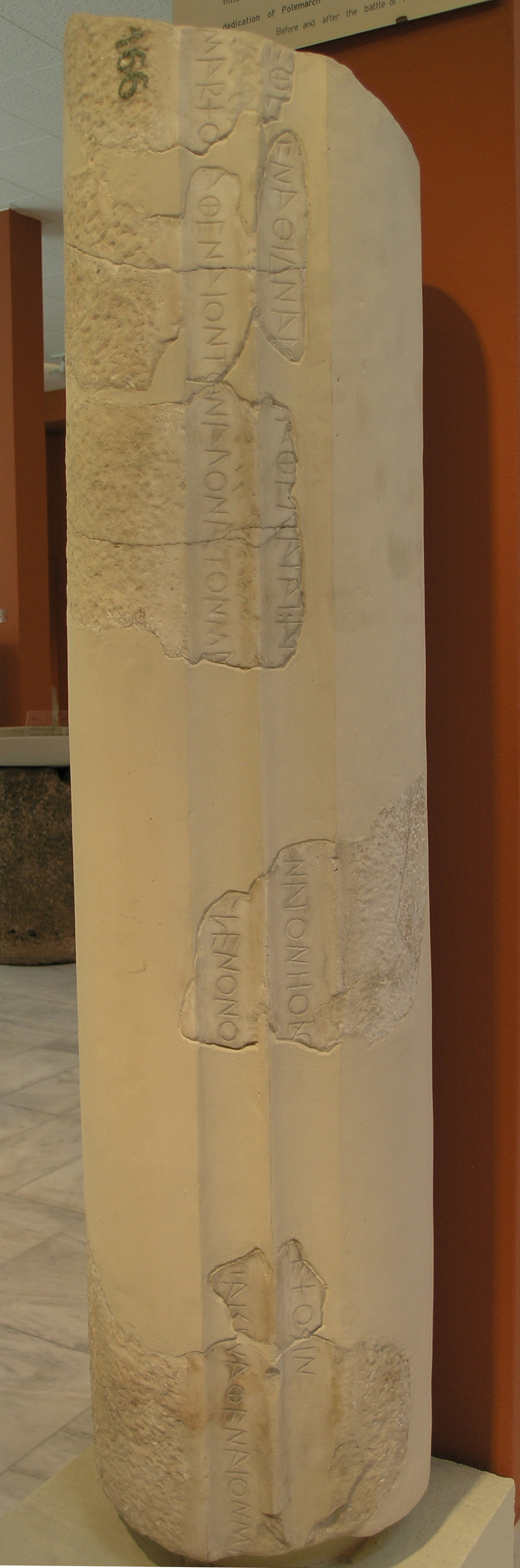
Parte della colonna delle iscrizioni prima del restauro, quando era in mostra al Museo epigrafico

La statua raffigurava Nike (Vittoria), sotto forma di una donna dall'abito drappeggiato e munita di ali nell'atteggiamento di correre verso destra, posta in cima ad una colonna dotata di inscrizioni. La sua altezza era di 4,68 metri ed era realizzata in marmo pario o pentelico. Alcune parti della statua come la testa, le mani e altro, non sono mai state recuperate dopo il danneggiamento.
Sul collo della Nike sono stati trovati nove fori. In questi fori dovrebbero esserci stati dei gioielli.
Con una delle sue mani, teneva probabilmente il caduceo.
Il testo della iscrizione sul monumento, era scolpito su due righe. Il monumento è un raro esempio di un epigramma dedicatorio ben conservato, su una statua e il suo basamento del periodo finale della Grecia arcaica. Inoltre, offre l'opportunità di leggere uno dei primi epigrammi greci.
Qui di seguito è indicato il testo inciso nella colonna (fra parentesi quadre è il testo mancante a causa della distruzione):
| riga 1                              |              |
| [...]ΕΘΕΚΕΝ ΑΦΙΔΝΑΙΟ[...] ΤΑΘΕΝΑΙΑΙ | (esametro 1) |
| ΑΝ[...]ΑΝΑΤΟΝ ΗΟΙ Ο[...] ΕΧΟΣΙΝ     | (esametro 2) |
| riga 2                              |              |
| [. . .]ΜΑΡΧΟΣ ΑΘΕΝΑΙΟΝ ΤΟΝ ΑΓΟΝΑ    | (esametro 3) |
| ΤΟΝ ΜΑ[ . . .]ΕΛΕΝΟΝΟ[. . .]        | (esametro 4) |
| ΠΑΙΣΙΝ ΑΘΕΝΑΙΟΝ ΜΝ[ . . .]          | (esametro 5) |

Sotto il testo elaborato dagli archeologi:
| riga 1                                         |              |
| [ΚΑΛΛΙΜΑΧΟΣ Μ' ΑΝ]ΕΘΕΚΕΝ ΑΦΙΔΝΑΙΟ[Σ] ΤΑΘΕΝΑΙΑΙ | (esametro 1) |
| ΑΝ[ΓΕΛΟΝ ΑΘΑ]ΑΝΑΤΟΝ ΗΟΙ Ο[...] ΕΧΟΣΙΝ          | (esametro 2) |
| riga 2                                         |              |
| [. . . ΠΟΛΕ]ΜΑΡΧΟΣ ΑΘΕΝΑΙΟΝ ΤΟΝ ΑΓΟΝΑ          | (esametro 3) |
| ΤΟΝ ΜΑ[ . . .]ΕΛΕΝΟΝΟ[. . .]                   | (esametro 4) |
| ΠΑΙΣΙΝ ΑΘΕΝΑΙΟΝ ΜΝ[ . . .]                     | (esametro 5) |

## Restauro
Il 26 ottobre 2010, dopo il restauro, è stata esposta al pubblico, per la prima volta, come monumento completo presso il Museo dell'Acropoli. La statua è stata apposta su una colonna di metallo che contiene le varie parti residue ed è costruita in modo tale che i frammenti mancanti possono essere inseriti qualora si dovessero trovare. Secondo il curatore del nuovo Museo dell'Acropoli, il monumento è stato ricostruito in stile moderno, utilizzando solo i frammenti originali nella posizione corretta, in modo che un visitatore potrebbe essere in grado di vedere la versione autentica.
L'inaugurazione del monumento della Nike di Callimaco era parte di una serie di eventi programmati da parte del Ministero della Cultura e del Turismo della Grecia per celebrare il 2 500º anniversario della battaglia di Maratona.
Durante l'inaugurazione della statua, il ministro greco ha sottolineato:
(Ministro della cultura greco)
Inoltre, ha ricordato le parole che Milziade disse a Callimaco poco prima che ill polemarco esprimesse il proprio voto:
(Milziade)
La statua è esposta nella sezione arcaica del museo dell'Acropoli. Nel Museo, di fronte alla statua originale, c'è anche una copia che mostra com'era la statua quando era intera e non danneggiata.